# 張秀雄
張秀雄（1943年—2022年6月8日），臺灣臺中神岡人，退休後在北臺灣新北市、臺北市、桃園市一帶義務擦亮公路反光鏡，而有「反光鏡菩薩」之名。

## 事蹟
張秀雄為1943年出生於臺中神岡庄後村的農民家庭，神岡國小畢業，退伍後隨著兄長去臺北工作，住於中和區，24歲時從事營造業直到57歲退休。
68歲時，一次張秀雄跟兒子去遊玩，在北宜公路路途見到有燒紙錢插香的景象，打聽才知道有名20幾歲的人在此出車禍死亡，又見到反光鏡被植物遮蔽，因此引發他整理反光鏡的念頭。後來，他在中和消防隊附近散步時，看到路邊有一條毛巾就順手撿起擦亮反光鏡，心裡歡喜想說這麼簡單，又可以幫助人，開始住家附近擦反光鏡。他說道自己白手起家，膝下能有4名子女和9名孫子，過著小康的日子，是讓他發願守候北臺灣反光鏡的關鍵原因。
張秀雄把自己比喻為業務員，慢慢拓展業務範圍。一個月中，他作此事約二十餘天。在夏天，他通常晚上7點就入睡，至凌晨2時起床，將梯子、剪刀、毛巾、茶水準備後出門。路途包含北宜公路一路擦到坪林，往西從泰山擦至林口，南至桃園市，北至三芝。當他遇到路死動物會包覆掩埋、及將路中的落石或倒樹移開路面。為避免重複擦拭，更記錄路程和擦拭數量。在葬儀社工作的友人得知道後，提供告別式辦完後未被拿走的毛巾作支援。
張秀雄在做事時會遇到被野狗追咬、碎瓷器割破小腿、騎機車時滑倒等，使得子女會擔心父親危險。此外張秀雄還遇過在溫州街巷弄裡擦拭反光鏡時被保全誤會是竊賊、在路邊彎道擦拭遭人莫名痛罵等事。最嚴重一次是他從三峽回家時前輪爆胎，被拖行數公尺，左邊肋骨五根斷裂住院。
桃園市議員李柏坊在大溪龍山寺附近發現張秀雄的善舉，時間是2015年10月末。原先張秀雄想拒絕李柏坊找記者報導的建議，但被李議員說該天是觀音菩薩誕辰、藉此可給社會更多正面等理由而同意，「反光鏡菩薩」之名就此不脛而走。該年報導這四年來，張秀雄擦拭過的北北桃道路反光鏡，數量達約6萬2千面。
張秀雄事蹟經公路總局第一區養護工程處復興工務段段長王美芬接洽，2016年8月26日獲頒公路總局金路獎。在頒獎典禮上，他致詞說，五年多來見著反光鏡閃閃發光，但自己的心鏡至今還未發光，但他有信心直到去世時可把自己心鏡擦到發亮，心無罣礙離開人世。該年末12月5日，張秀雄受新北市表揚好人好事運動協會表揚。獲獎之後，三陽工業董事長吳清源曾想送張秀雄一台機車，被張秀雄堅不受禮。
新店區區長林煌源在媒體上看到張秀雄的事蹟，因此區公所號召於2019年6月1日號召轄內里鄰長及環保志義工，共同維護反射鏡設施，並邀張秀雄前來。三陽工業則組成義工團隊，幫忙擦拭新竹旅遊景點沿線的反光鏡，也針對幼兒園附近路口、安養院周遭路口。2020年夏，臺灣師範大學地球科學系學生余依軒與友人元智大學應用外語系學生宋侑芩獲教育部青年發展署「青年壯遊臺灣──尋找感動地圖實踐計畫」補助，在暑假環臺灣島時沿途擦反光鏡，並以影片紀錄。
2022年6月8日，張秀雄因病去世，享壽79歲。